# Echion (Spartoi)
Echion (Ἐχίον) – jeden z Zasianych Ludzi.
Kiedy Kadmos zabił należącego do Aresa węża strzegącego Źródeł Kastalskich, zjawiła mu się bogini Atena i rozkazała wysiać zęby węża. Kadmos usłuchał jej rozkazu, a z zębów wyrośli natychmiast uzbrojeni ludzie, zwani Zasianymi Ludźmi lub Spartanami. Kadmos rzucił w nich kamień, co wywołało wśród nich walkę, którą przeżyło tylko pięciu – Chtonios, Peloros, Hyperenor, Udajos i Echion [Apollod. III 4.1; Hygin. Fab. 171; Ov. Met. III 126].
Cała piątka ofiarowała Kadmosoi swoje usługi i odtąd stale mu towarzyszyła. Echion poślubił córkę Kadmosa Agaue, z którą miał syna Penteusza, następcę Kadmosa na tronie tebańskim [Apollod. III 5.2]. Według Owidiusza [Met. X 686] założył w Beocji świątynię poświęconą Kybele i pomagał Kadmosowi w budowie Teb.